# Strzała i pieśń (Longfellow)

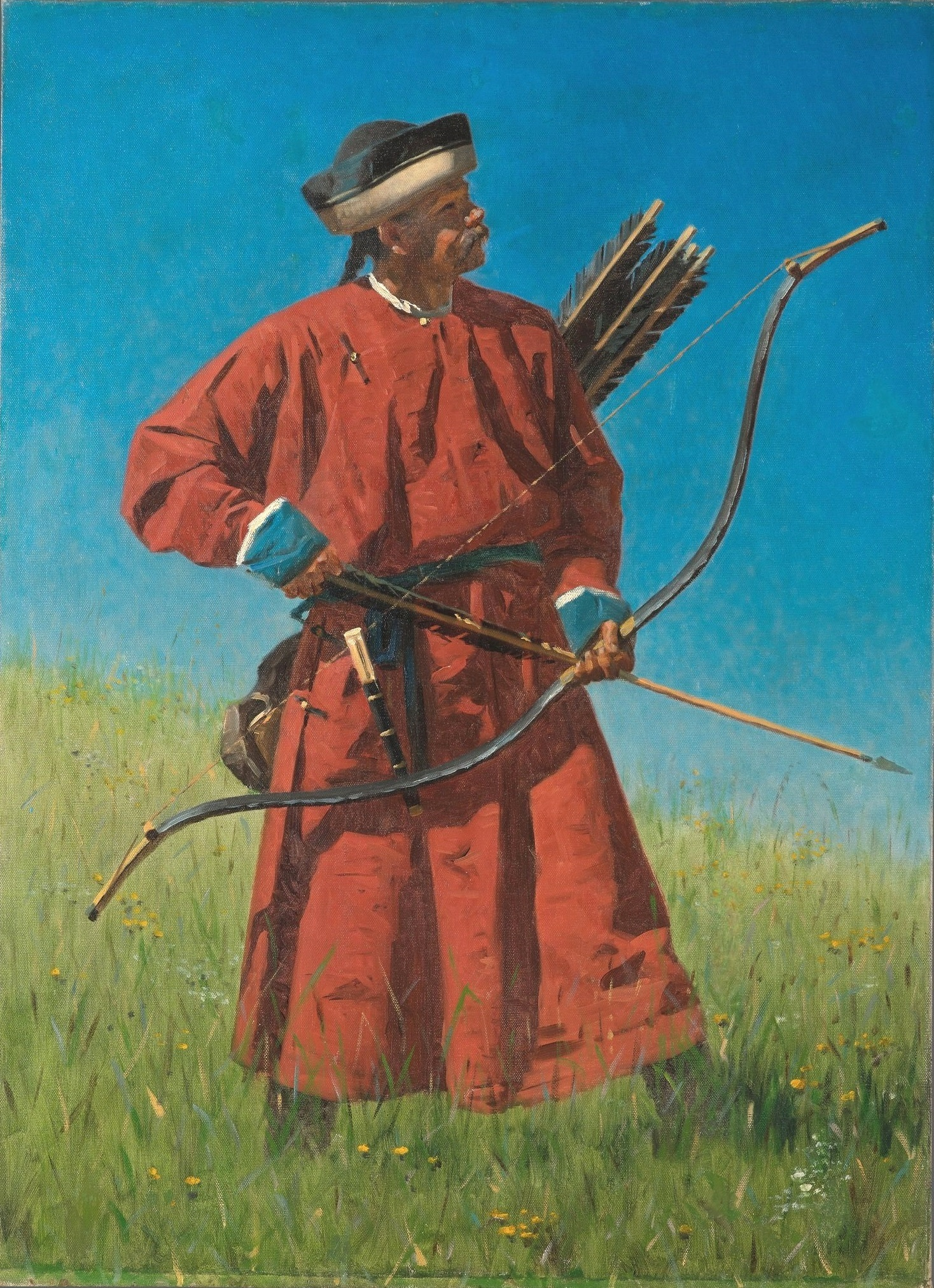
Łucznik

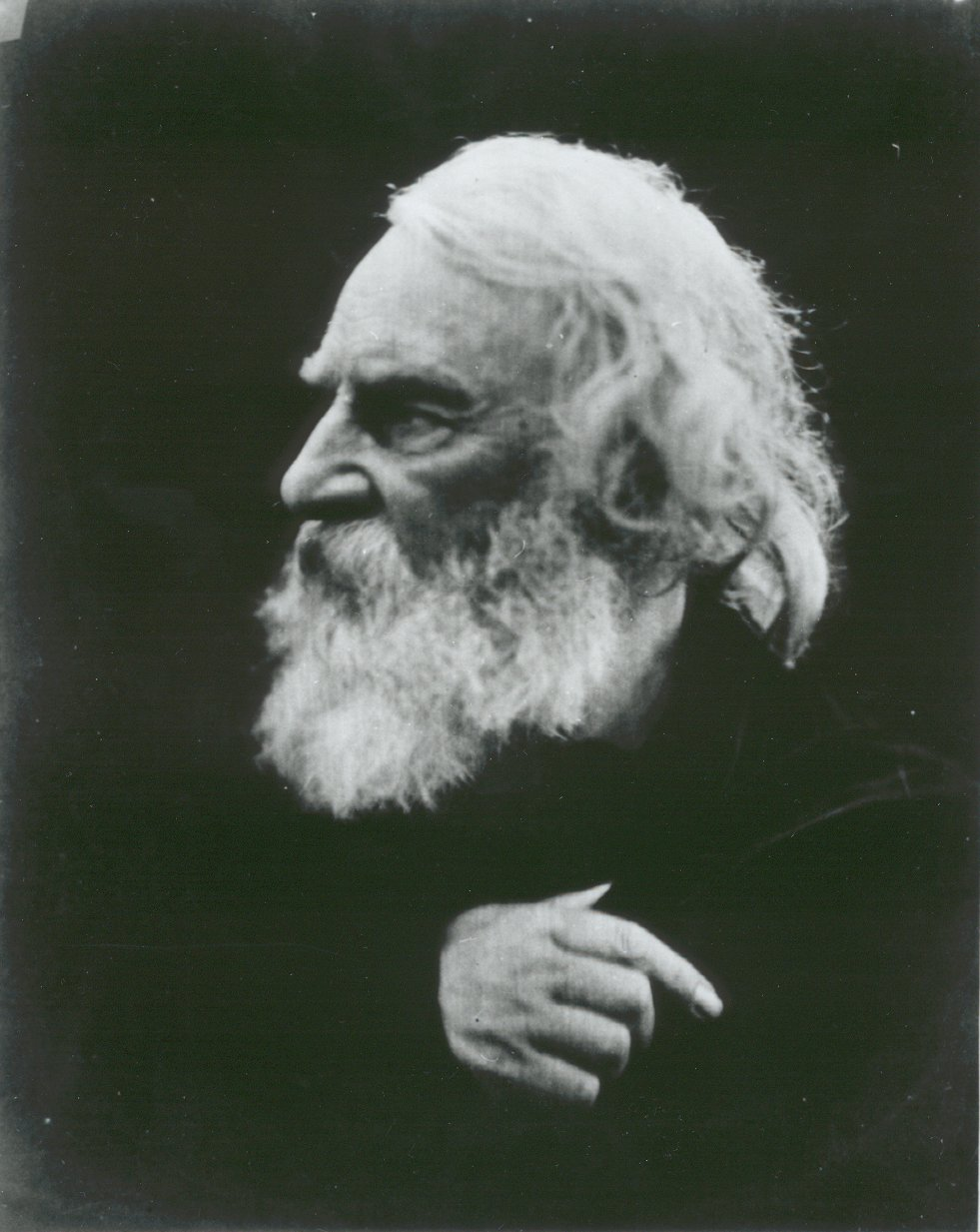
Julia Margaret Cameron, Henry Wadsworth Longfellow w 1868, fotografia

Strzała i pieśń (ang. The Arrow and the Song) – wiersz amerykańskiego romantyka Henry’ego Wadswortha Longfellowa. Poeta napisał go 16 października 1845. Utwór składa się z trzech strof czterowersowych z rymem stycznym. Poeta stosuje też aliterację: fell, flew, follow, flight, friend, swiftly, sight, strong, song, still. Wiersz jest oparty na paralelizmach. Utwór poetycki jest porównany do posłanej z łuku strzały. Tematem utworu jest w istocie funkcjonowanie dzieła poetyckiego, które opuszcza swojego autora i zaczyna żyć własnym życiem. Christopher Nield uważa, że ostatnia linijka wiersza wyraża wiarę autora w moc poezji, która jest w stanie zbliżać do siebie zupełnie obce osoby. Przekazuje przekonanie Longfellowa, że ludzkie działania mają sens, ponieważ prędzej czy później przyniosą pozytywne efekty.
I shot an arrow into the air,
It fell to earth, I knew not where;
For, so swiftly it flew, the sight
Could not follow it in its flight.
I breathed a song into the air,
It fell to earth, I knew not where;
For who has sight so keen and strong,
That it can follow the flight of song?
Long, long afterward, in an oak
I found the arrow, still unbroke;
And the song, from beginning to end,
I found again in the heart of a friend.

## Przekład
Na język polski wiersz przełożyła (dziesięciozgłoskowcem) Maria Ilnicka:
Raz wypuściłem strzałę w powietrze;
Szparko świsnęła w porannym wietrze,
Lecz wzrok mój bystry próżno ją goni:
Któż kiedy strzałę dościgł w pogoni?